# Terry Hibbitt
Terence Arthur "Terry" Hibbitt (født 1. december 1947, død 5. august 1994) var en engelsk fodboldspiller (midtbane).
Hibbitt startede sin karriere hos Leeds United, hvor han spillede i otte sæsoner. Her var han med til at vinde både det engelske mesterskab samt Inter-Cities Fairs Cup, turneringen der var en forløber for UEFA Cuppen (det nuværende UEFA Europa League.
Senere i karrieren spillede Hibbitt for Newcastle United, Birmingham City og Gateshead.

## Titler
Engelsk mesterskab
- 1969 med Leeds United

Inter-Cities Fairs Cup
- 1968 med Leeds United